# سامية بامية
سامية بامية (1949-2018) هي ناشطة ومناضلة فلسطينية، ولدت في بيروت هُجرت عائلتها من يافا بعد النكبة الفلسطينية. درست في الكلية البروتستانتية وجامعة القديس يوسف في بيروت.

## سيرتها
إنضمت سامية بامية إلى حركة فتح في عُمر مبكر وكّرست حياتها للدفاع عن حقوق المرأة الفلسطينية، وشغلت العديد من المواقع النضالية سواء داخل فلسطين أو خارجها، في البداية من مخيمات اللجوء في لبنان، كانت من الكوادر الفتحاوية المهمة وترأست الاتحاد العام للمرأة الفلسطينية في الإمارات، والتحقت بمركز الإعلام الخارجي والدولي لحركة فتح منذ تأسيسه عام 1975، عملت في مفوضية العلاقات الخارجية لحركة فتح في تونس عام 1990.
كانت عضواً في المجلس الوطني، وساهمت عند عودتها إلى فلسطين في بناء وزراة الخارجية وعملت في الإدارة العامة لشؤون المرأة إضافة إلى عضويتها في لجنة إعداد دستور دولة فلسطين، انتخبت عضو أمانة عامة للاتحاد العام للمرأة الفلسطينية وانتخبت رئيساً لطاقم شؤون المرأة في عام 2016، ومثلت فلسطين في العديد من المحافل الدولية وكانت بمنصب سفيرة. اختيرت ضمن أربع نساء صانعات للسلام حول العالم من قبل معهد جوان كروك الأمريكي.